# Sport Clube Bom Jesus
Le Sport Clube Bom Jesus est un club brésilien de football basé à Matriz de Camaragibe dans l'État de l'Alagoas.